# Омар Каетано
Омар Каетано (ісп. Omar Caetano; 8 листопада 1938, Монтевідео — 2 липня 2008, Монтевідео) — уругвайський футболіст, що грав на позиції півзахисника. Виступав, зокрема, за клуб «Пеньяроль», а також національну збірну Уругваю.

## Клубна кар'єра
Футбольну кар'єру розпочав 1955 року в «Каніллітасі», а потім потрапив у футбольну академію «Пеньяроль». Дебютував в основі вище вказаного клубу в 1961 році, і виступав за «вугільників» до 1975 року. За цей час він дев'ять разів вигравав першість Уругваю, в 1961 і 1966 роках завойовував Кубок Лібертадорес, у 1966 році завоював і Міжконтинентальний кубок. Станом на 2013 рік Каетано утримує перше місце за кількістю проведених матчів у класико Уругваю проти «Насьйоналя» — 57 матчів.
У 1975 році виїхав до США, де нетривалий час виступав в одній команді з Пеле в нью-йоркському «Космосі». Провів за «Космос» 8 матчів у NASL і після закінчення сезону завершив кар'єру футболіста
Після завершення кар'єри футболіста Каетано став працювати в рідному «Пеньяроля», тренував дитячі та юнацькі команди. Зокрема, в останні роки життя очолював восьму і дев'яту команди «Пеньяроля».

## Виступи за збірну
Омар Каетано виступав за збірну Уругваю з 1965 по 1969 рік. Грав у двох успішних для Селесте відбіркових турнірах до чемпіонатів світу 1966 і 1970 років. У 1966 році був гравцем основи на чемпіонаті світу в Англії, де уругвайці дійшли до ¼ фіналу. У 1970 році уругвайці грали не так яскраво, як чотирма роками раніше, але зуміли зайняти в Мексиці четверте місце. На тому турнірі Каетано перебував у заявці збірної, але на полі не з'являвся.
Всього за збірну Уругваю з 1965 до 1969 року Омар Каетано провів 29 матчів.

## Досягнення
«Пеньяроль»
- Прімера Дивізіон Уругваю
  -  Чемпіон (9): 1961, 1962, 1964, 1965, 1967, 1968, 1973, 1974, 1975

- Лігілья Уругваю
  -  Чемпіон (2): 1974, 1975

- Кубок Лібертадорес
  -  Володар (1): 1966

- Міжконтинентальний кубок
  -  Володар (1): 1966

Уругвай
- Чемпіон Південної Америки: 1967